# Eleições presidenciais portuguesas de 2006 no distrito de Leiria
| Eleições presidenciais portuguesas de 2006 Distritos: Aveiro \| Beja \| Braga \| Bragança \| Castelo Branco \| Coimbra \| Évora \| Faro \| Guarda \| Leiria \| Lisboa \| Portalegre \| Porto \| Santarém \| Setúbal \| Viana do Castelo \| Vila Real \| Viseu \| Açores \| Madeira \| Estrangeiro |

## Resultados por Concelho
Os resultados nos concelhos do Distrito de Leiria foram os seguintes:

### Alcobaça
| Candidato               | Candidato               | Votos  | %               |
| ----------------------- | ----------------------- | ------ | --------------- |
|                         | Aníbal Cavaco Silva     | 18 636 | 61,24 / 100,00  |
|                         | Manuel Alegre           | 5 563  | 18,28 / 100,00  |
|                         | Mário Soares            | 3 299  | 10,84 / 100,00  |
|                         | Francisco Louçã         | 1 449  | 4,76 / 100,00   |
|                         | Jerónimo de Sousa       | 1 345  | 4,42 / 100,00   |
|                         | Garcia Pereira          | 140    | 0,46 / 100,00   |
| Votos Inválidos         | Votos Inválidos         | 788    | 2,53 / 100,00   |
| Total                   | Total                   | 31 220 | 100,00 / 100,00 |
| Eleitorado/Participação | Eleitorado/Participação | 47 258 | 66,06 / 100,00  |

| Freguesia                 | %     | %     | %     | %     | %    | %    | Votantes |
| Freguesia                 | ACS   | MA    | MS    | FL    | JDS  | GP   | Votantes |
| ------------------------- | ----- | ----- | ----- | ----- | ---- | ---- | -------- |
| Alcobaça                  | 51,94 | 23,01 | 12,56 | 5,24  | 6,71 | 0,53 | 3 066    |
| Alfeizerão                | 66,65 | 15,72 | 11,21 | 3,72  | 2,50 | 0,21 | 1 918    |
| Aljubarrota (Prazeres)    | 47,56 | 25,86 | 13,76 | 5,38  | 6,49 | 0,94 | 1 884    |
| Aljubarrota (São Vicente) | 83,33 | 7,98  | 3,72  | 2,40  | 2,33 | 0,23 | 1 314    |
| Alpedriz                  | 40,95 | 25,00 | 14,76 | 10,00 | 9,05 | 0,24 | 436      |
| Bárrio                    | 49,37 | 23,33 | 15,59 | 3,87  | 7,53 | 0,31 | 977      |
| Benedita                  | 73,56 | 13,61 | 7,10  | 3,39  | 1,86 | 0,48 | 4 953    |
| Cela                      | 64,99 | 15,57 | 10,69 | 4,27  | 4,04 | 0,44 | 1 855    |
| Coz                       | 45,28 | 25,76 | 13,66 | 7,97  | 6,60 | 0,73 | 1 151    |
| Évora de Alcobaça         | 70,00 | 13,87 | 9,91  | 3,84  | 2,06 | 0,32 | 2 535    |
| Maiorga                   | 35,59 | 26,22 | 21,01 | 6,51  | 9,77 | 0,90 | 1 264    |
| Martingança               | 49,20 | 23,66 | 13,50 | 6,10  | 6,97 | 0,58 | 714      |
| Montes                    | 46,92 | 23,70 | 16,82 | 9,24  | 3,08 | 0,24 | 440      |
| Pataias                   | 42,63 | 25,77 | 14,89 | 7,95  | 8,30 | 0,47 | 2 872    |
| São Martinho do Porto     | 56,25 | 22,68 | 10,11 | 6,44  | 4,37 | 0,15 | 1 321    |
| Turquel                   | 82,44 | 8,12  | 5,48  | 2,47  | 1,15 | 0,33 | 2 481    |
| Vestiaria                 | 41,70 | 29,28 | 16,73 | 5,94  | 5,53 | 0,81 | 765      |
| Vimeiro                   | 85,08 | 8,05  | 3,75  | 1,64  | 1,17 | 0,31 | 1 294    |
| Alcobaça                  | 61,24 | 18,28 | 10,84 | 4,76  | 4,42 | 0,46 | 31 220   |

### Alvaiázere
| Candidato               | Candidato               | Votos | %               |
| ----------------------- | ----------------------- | ----- | --------------- |
|                         | Aníbal Cavaco Silva     | 4 072 | 84,17 / 100,00  |
|                         | Manuel Alegre           | 398   | 8,23 / 100,00   |
|                         | Mário Soares            | 230   | 4,75 / 100,00   |
|                         | Francisco Louçã         | 75    | 1,55 / 100,00   |
|                         | Jerónimo de Sousa       | 51    | 1,05 / 100,00   |
|                         | Garcia Pereira          | 12    | 0,25 / 100,00   |
| Votos Inválidos         | Votos Inválidos         | 53    | 1,08 / 100,00   |
| Total                   | Total                   | 4 891 | 100,00 / 100,00 |
| Eleitorado/Participação | Eleitorado/Participação | 7 339 | 66,64 / 100,00  |

| Freguesia           | %     | %     | %    | %    | %    | %    | Votantes |
| Freguesia           | ACS   | MA    | MS   | FL   | JDS  | GP   | Votantes |
| ------------------- | ----- | ----- | ---- | ---- | ---- | ---- | -------- |
| Almoster            | 83,94 | 7,52  | 5,57 | 0,21 | 1,71 | 0,64 | 473      |
| Alvaiázere          | 79,08 | 12,65 | 4,88 | 1,79 | 1,59 | 0    | 1 017    |
| Maçãs de Caminho    | 85,71 | 7,76  | 4,49 | 1,63 | 0    | 0,41 | 251      |
| Maçãs de Dona Maria | 84,70 | 7,26  | 4,65 | 2,44 | 0,71 | 0,24 | 1 277    |
| Pelmá               | 89,26 | 4,58  | 4,05 | 1,06 | 0,53 | 0,53 | 574      |
| Pussos              | 84,59 | 7,38  | 5,83 | 1,30 | 0,91 | 0    | 778      |
| Rego da Murta       | 85,99 | 7,78  | 3,31 | 0,97 | 1,56 | 0,39 | 521      |
| Alvaiázere          | 84,17 | 8,23  | 4,75 | 1,55 | 1,05 | 0,25 | 4 891    |

### Ansião
| Candidato               | Candidato               | Votos  | %               |
| ----------------------- | ----------------------- | ------ | --------------- |
|                         | Aníbal Cavaco Silva     | 6 006  | 74,72 / 100,00  |
|                         | Manuel Alegre           | 944    | 11,74 / 100,00  |
|                         | Mário Soares            | 769    | 9,57 / 100,00   |
|                         | Francisco Louçã         | 171    | 2,13 / 100,00   |
|                         | Jerónimo de Sousa       | 120    | 1,49 / 100,00   |
|                         | Garcia Pereira          | 28     | 0,35 / 100,00   |
| Votos Inválidos         | Votos Inválidos         | 129    | 1,58 / 100,00   |
| Total                   | Total                   | 8 167  | 100,00 / 100,00 |
| Eleitorado/Participação | Eleitorado/Participação | 12 239 | 66,73 / 100,00  |

| Freguesia              | %     | %     | %     | %    | %    | %    | Votantes |
| Freguesia              | ACS   | MA    | MS    | FL   | JDS  | GP   | Votantes |
| ---------------------- | ----- | ----- | ----- | ---- | ---- | ---- | -------- |
| Alvorge                | 80,54 | 9,45  | 7,05  | 1,55 | 0,85 | 0,56 | 719      |
| Ansião                 | 60,87 | 18,99 | 12,85 | 3,90 | 2,96 | 0,43 | 1 405    |
| Avelar                 | 63,10 | 14,68 | 17,86 | 2,62 | 1,43 | 0,32 | 1 286    |
| Chão de Couce          | 76,99 | 12,08 | 7,81  | 1,52 | 1,16 | 0,43 | 1 407    |
| Lagarteira             | 80,83 | 7,96  | 7,37  | 1,77 | 2,06 | 0    | 347      |
| Pousaflores            | 83,63 | 7,29  | 6,88  | 1,10 | 0,69 | 0,41 | 734      |
| Santiago da Guarda     | 84,43 | 7,73  | 4,88  | 1,56 | 1,19 | 0,21 | 1 954    |
| Torre de Vale de Todos | 72,49 | 10,68 | 12,62 | 2,59 | 1,29 | 0,32 | 315      |
| Ansião                 | 74,72 | 11,74 | 9,57  | 2,13 | 1,49 | 0,35 | 8 167    |

### Batalha
| Candidato               | Candidato               | Votos  | %               |
| ----------------------- | ----------------------- | ------ | --------------- |
|                         | Aníbal Cavaco Silva     | 6 363  | 74,60 / 100,00  |
|                         | Manuel Alegre           | 968    | 11,35 / 100,00  |
|                         | Mário Soares            | 668    | 7,83 / 100,00   |
|                         | Francisco Louçã         | 343    | 4,02 / 100,00   |
|                         | Jerónimo de Sousa       | 160    | 1,88 / 100,00   |
|                         | Garcia Pereira          | 27     | 0,32 / 100,00   |
| Votos Inválidos         | Votos Inválidos         | 219    | 2,50 / 100,00   |
| Total                   | Total                   | 8 748  | 100,00 / 100,00 |
| Eleitorado/Participação | Eleitorado/Participação | 12 322 | 70,99 / 100,00  |

| Freguesia         | %     | %     | %     | %    | %    | %    | Votantes |
| Freguesia         | ACS   | MA    | MS    | FL   | JDS  | GP   | Votantes |
| ----------------- | ----- | ----- | ----- | ---- | ---- | ---- | -------- |
| Batalha           | 68,54 | 14,40 | 8,82  | 5,10 | 2,73 | 0,40 | 4 075    |
| Golpilheira       | 75,13 | 10,66 | 8,32  | 4,16 | 1,42 | 0,30 | 1 011    |
| Reguengo do Fetal | 68,05 | 12,91 | 12,98 | 4,16 | 1,53 | 0,36 | 1 408    |
| São Mamede        | 89,26 | 5,23  | 2,66  | 1,94 | 0,77 | 0,14 | 2 254    |
| Batalha           | 74,60 | 11,35 | 7,83  | 4,02 | 1,88 | 0,32 | 8 748    |

### Bombarral
| Candidato               | Candidato               | Votos  | %               |
| ----------------------- | ----------------------- | ------ | --------------- |
|                         | Aníbal Cavaco Silva     | 4 037  | 58,01 / 100,00  |
|                         | Manuel Alegre           | 1 294  | 18,59 / 100,00  |
|                         | Mário Soares            | 769    | 11,05 / 100,00  |
|                         | Jerónimo de Sousa       | 574    | 8,25 / 100,00   |
|                         | Francisco Louçã         | 259    | 3,72 / 100,00   |
|                         | Garcia Pereira          | 26     | 0,37 / 100,00   |
| Votos Inválidos         | Votos Inválidos         | 134    | 1,89 / 100,00   |
| Total                   | Total                   | 7 093  | 100,00 / 100,00 |
| Eleitorado/Participação | Eleitorado/Participação | 11 828 | 59,97 / 100,00  |

| Freguesia | %     | %     | %     | %     | %    | %    | Votantes |
| Freguesia | ACS   | MA    | MS    | JDS   | FL   | GP   | Votantes |
| --------- | ----- | ----- | ----- | ----- | ---- | ---- | -------- |
| Bombarral | 48,81 | 24,18 | 11,61 | 10,78 | 4,15 | 0,48 | 2 954    |
| Carvalhal | 62,32 | 15,25 | 12,96 | 5,37  | 3,83 | 0,27 | 1 513    |
| Pó        | 77,08 | 9,58  | 8,54  | 3,33  | 1,46 | 0    | 486      |
| Roliça    | 60,79 | 15,25 | 10,72 | 9,61  | 3,34 | 0,28 | 1 467    |
| Vale Covo | 68,74 | 15,48 | 6,83  | 4,25  | 4,10 | 0,61 | 673      |
| Bombarral | 58,01 | 18,59 | 11,05 | 8,25  | 3,72 | 0,37 | 7 093    |

### Caldas da Rainha
| Candidato               | Candidato               | Votos  | %               |
| ----------------------- | ----------------------- | ------ | --------------- |
|                         | Aníbal Cavaco Silva     | 13 909 | 57,97 / 100,00  |
|                         | Manuel Alegre           | 5 260  | 21,92 / 100,00  |
|                         | Mário Soares            | 2 460  | 10,25 / 100,00  |
|                         | Francisco Louçã         | 1 158  | 4,83 / 100,00   |
|                         | Jerónimo de Sousa       | 1 089  | 4,54 / 100,00   |
|                         | Garcia Pereira          | 116    | 0,48 / 100,00   |
| Votos Inválidos         | Votos Inválidos         | 474    | 1,93 / 100,00   |
| Total                   | Total                   | 24 466 | 100,00 / 100,00 |
| Eleitorado/Participação | Eleitorado/Participação | 39 964 | 61,22 / 100,00  |

| Freguesia                          | %     | %     | %     | %    | %    | %    | Votantes |
| Freguesia                          | ACS   | MA    | MS    | FL   | JDS  | GP   | Votantes |
| ---------------------------------- | ----- | ----- | ----- | ---- | ---- | ---- | -------- |
| A dos Francos                      | 68,44 | 16,22 | 7,11  | 4,44 | 3,67 | 0,11 | 919      |
| Alvorninha                         | 75,83 | 11,86 | 6,09  | 2,92 | 2,59 | 0,71 | 1 562    |
| Caldas da Rainha (N. S. do Pópulo) | 51,50 | 26,26 | 12,10 | 4,69 | 4,98 | 0,47 | 7 179    |
| Caldas da Rainha (Santo Onofre)    | 44,93 | 28,47 | 12,55 | 6,73 | 6,86 | 0,46 | 4 673    |
| Carvalhal Benfeito                 | 81,95 | 9,73  | 4,35  | 1,79 | 1,66 | 0,51 | 791      |
| Coto                               | 52,81 | 25,66 | 12,09 | 5,79 | 2,98 | 0,66 | 615      |
| Foz do Arelho                      | 56,69 | 21,89 | 10,55 | 5,04 | 5,20 | 0,63 | 645      |
| Landal                             | 80,82 | 9,45  | 6,06  | 1,83 | 1,27 | 0,56 | 722      |
| Nadadouro                          | 60,48 | 20,70 | 7,66  | 6,72 | 3,90 | 0,54 | 758      |
| Salir de Matos                     | 62,28 | 19,02 | 10,92 | 4,14 | 2,89 | 0,74 | 1 235    |
| Salir do Porto                     | 52,79 | 26,28 | 12,56 | 3,95 | 4,19 | 0,23 | 438      |
| Santa Catarina                     | 74,04 | 11,85 | 6,91  | 3,65 | 3,26 | 0,28 | 1 806    |
| São Gregório                       | 66,89 | 18,59 | 4,76  | 5,44 | 3,85 | 0,45 | 452      |
| Serra do Bouro                     | 70,08 | 13,75 | 8,89  | 2,70 | 3,77 | 0,81 | 380      |
| Tornada                            | 49,65 | 29,93 | 11,36 | 6,21 | 5,27 | 0,56 | 1 632    |
| Vidais                             | 71,32 | 11,63 | 9,15  | 4,03 | 3,72 | 0,16 | 659      |
| Caldas da Rainha                   | 57,97 | 21,92 | 10,25 | 4,83 | 4,54 | 0,48 | 24 466   |

### Castanheira de Pêra
| Candidato               | Candidato               | Votos | %               |
| ----------------------- | ----------------------- | ----- | --------------- |
|                         | Aníbal Cavaco Silva     | 1 000 | 48,54 / 100,00  |
|                         | Manuel Alegre           | 489   | 23,74 / 100,00  |
|                         | Mário Soares            | 441   | 21,41 / 100,00  |
|                         | Jerónimo de Sousa       | 63    | 3,06 / 100,00   |
|                         | Francisco Louçã         | 59    | 2,86 / 100,00   |
|                         | Garcia Pereira          | 8     | 0,39 / 100,00   |
| Votos Inválidos         | Votos Inválidos         | 49    | 2,33 / 100,00   |
| Total                   | Total                   | 2 109 | 100,00 / 100,00 |
| Eleitorado/Participação | Eleitorado/Participação | 3 382 | 62,36 / 100,00  |

| Freguesia           | %     | %     | %     | %    | %    | %    | Votantes |
| Freguesia           | ACS   | MA    | MS    | JDS  | FL   | GP   | Votantes |
| ------------------- | ----- | ----- | ----- | ---- | ---- | ---- | -------- |
| Castanheira de Pera | 47,06 | 24,48 | 21,97 | 3,17 | 2,91 | 0,41 | 2 002    |
| Coentral            | 76,70 | 9,71  | 10,68 | 0,97 | 1,94 | 0    | 107      |
| Castanheira de Pera | 48,54 | 23,74 | 21,41 | 3,06 | 2,86 | 0,39 | 2 109    |

### Figueiró dos Vinhos
| Candidato               | Candidato               | Votos | %               |
| ----------------------- | ----------------------- | ----- | --------------- |
|                         | Aníbal Cavaco Silva     | 3 274 | 74,66 / 100,00  |
|                         | Manuel Alegre           | 565   | 12,88 / 100,00  |
|                         | Mário Soares            | 334   | 7,62 / 100,00   |
|                         | Jerónimo de Sousa       | 101   | 2,30 / 100,00   |
|                         | Francisco Louçã         | 99    | 2,26 / 100,00   |
|                         | Garcia Pereira          | 12    | 0,27 / 100,00   |
| Votos Inválidos         | Votos Inválidos         | 70    | 1,57 / 100,00   |
| Total                   | Total                   | 4 455 | 100,00 / 100,00 |
| Eleitorado/Participação | Eleitorado/Participação | 6 534 | 68,18 / 100,00  |

| Freguesia           | %     | %     | %     | %    | %    | %    | Votantes |
| Freguesia           | ACS   | MA    | MS    | JDS  | FL   | GP   | Votantes |
| ------------------- | ----- | ----- | ----- | ---- | ---- | ---- | -------- |
| Aguda               | 79,68 | 10,51 | 5,66  | 1,96 | 1,73 | 0,46 | 878      |
| Arega               | 82,40 | 7,22  | 5,48  | 2,31 | 2,31 | 0,29 | 702      |
| Bairradas           | 72,26 | 14,50 | 10,18 | 1,27 | 1,53 | 0,25 | 400      |
| Campelo             | 58,62 | 15,76 | 21,18 | 2,96 | 0,99 | 0,49 | 209      |
| Figueiró dos Vinhos | 72,20 | 15,02 | 7,35  | 2,56 | 2,69 | 0,18 | 2 266    |
| Figueiró dos Vinhos | 74,66 | 12,88 | 7,62  | 2,30 | 2,26 | 0,27 | 4 455    |

### Leiria
| Candidato               | Candidato               | Votos  | %               |
| ----------------------- | ----------------------- | ------ | --------------- |
|                         | Aníbal Cavaco Silva     | 45 334 | 67,87 / 100,00  |
|                         | Manuel Alegre           | 9 985  | 14,95 / 100,00  |
|                         | Mário Soares            | 6 073  | 9,09 / 100,00   |
|                         | Francisco Louçã         | 3 107  | 4,65 / 100,00   |
|                         | Jerónimo de Sousa       | 2 029  | 3,04 / 100,00   |
|                         | Garcia Pereira          | 269    | 0,40 / 100,00   |
| Votos Inválidos         | Votos Inválidos         | 1 504  | 2,20 / 100,00   |
| Total                   | Total                   | 68 301 | 100,00 / 100,00 |
| Eleitorado/Participação | Eleitorado/Participação | 99 883 | 68,38 / 100,00  |

| Freguesia               | %     | %     | %     | %    | %    | %    | Votantes |
| Freguesia               | ACS   | MA    | MS    | FL   | JDS  | GP   | Votantes |
| ----------------------- | ----- | ----- | ----- | ---- | ---- | ---- | -------- |
| Amor                    | 62,90 | 17,26 | 8,61  | 6,84 | 4,01 | 0,38 | 2 420    |
| Arrabal                 | 75,47 | 12,12 | 6,15  | 4,10 | 1,88 | 0,28 | 1 794    |
| Azoia                   | 64,47 | 16,01 | 10,45 | 5,85 | 3,07 | 0,15 | 1 402    |
| Bajouca                 | 90,84 | 4,84  | 2,08  | 1,64 | 0,37 | 0,22 | 1 356    |
| Barosa                  | 56,80 | 19,67 | 12,54 | 7,81 | 2,89 | 0,29 | 1 060    |
| Barreira                | 68,61 | 13,91 | 10,01 | 5,09 | 2,00 | 0,38 | 1 893    |
| Bidoeira de Cima        | 92,46 | 4,34  | 1,28  | 1,28 | 0,43 | 0,21 | 1 423    |
| Boa Vista               | 78,90 | 9,43  | 6,46  | 3,77 | 1,26 | 0,18 | 1 130    |
| Caranguejeira           | 80,97 | 4,19  | 2,98  | 1,71 | 0,76 | 0,38 | 3 202    |
| Carreira                | 68,36 | 13,67 | 9,98  | 3,69 | 3,99 | 0,31 | 669      |
| Carvide                 | 62,79 | 15,86 | 10,79 | 6,07 | 4,07 | 0,41 | 1 743    |
| Chainça                 | 87,03 | 6,75  | 3,20  | 1,78 | 1,07 | 0,18 | 572      |
| Coimbrão                | 66,41 | 16,06 | 11,07 | 3,13 | 3,13 | 0,20 | 1 046    |
| Colmeias                | 82,95 | 9,43  | 4,14  | 2,84 | 1,35 | 0,29 | 2 108    |
| Cortes                  | 62,31 | 13,62 | 16,74 | 4,43 | 2,35 | 0,55 | 1 883    |
| Leiria                  | 56,22 | 21,34 | 12,54 | 5,28 | 4,22 | 0,41 | 8 010    |
| Maceira                 | 56,59 | 19,12 | 12,50 | 6,37 | 4,80 | 0,61 | 5 561    |
| Marrazes                | 55,46 | 21,51 | 11,64 | 6,14 | 4,82 | 0,43 | 9 696    |
| Memória                 | 85,69 | 5,08  | 5,84  | 2,45 | 0,56 | 0,38 | 536      |
| Milagres                | 76,28 | 11,51 | 5,63  | 3,80 | 2,37 | 0,42 | 1 717    |
| Monte Real              | 58,07 | 19,31 | 11,10 | 7,38 | 3,52 | 0,62 | 1 496    |
| Monte Redondo           | 75,47 | 11,72 | 5,69  | 3,52 | 3,10 | 0,50 | 2 451    |
| Ortigosa                | 81,24 | 8,13  | 6,03  | 3,16 | 1,15 | 0,29 | 1 082    |
| Parceiros               | 56,25 | 20,72 | 12,30 | 6,33 | 3,83 | 0,56 | 2 015    |
| Pousos                  | 61,27 | 17,97 | 12,05 | 5,44 | 2,89 | 0,37 | 4 099    |
| Regueira de Pontes      | 69,25 | 13,35 | 8,93  | 4,35 | 3,42 | 0,70 | 1 330    |
| Santa Catarina da Serra | 90,00 | 4,54  | 2,30  | 1,61 | 1,19 | 0,27 | 2 647    |
| Santa Eufémia           | 86,14 | 6,57  | 3,35  | 2,23 | 1,31 | 0,39 | 1 547    |
| Souto da Carpalhosa     | 82,13 | 8,79  | 5,20  | 2,45 | 1,10 | 0,34 | 2 413    |
| Leiria                  | 67,87 | 14,95 | 9,09  | 4,65 | 3,04 | 0,40 | 68 301   |

### Marinha Grande
| Candidato               | Candidato               | Votos  | %               |
| ----------------------- | ----------------------- | ------ | --------------- |
|                         | Aníbal Cavaco Silva     | 5 838  | 31,09 / 100,00  |
|                         | Manuel Alegre           | 5 226  | 27,83 / 100,00  |
|                         | Jerónimo de Sousa       | 3 464  | 18,45 / 100,00  |
|                         | Mário Soares            | 2 519  | 13,42 / 100,00  |
|                         | Francisco Louçã         | 1 661  | 8,85 / 100,00   |
|                         | Garcia Pereira          | 68     | 0,36 / 100,00   |
| Votos Inválidos         | Votos Inválidos         | 378    | 1,97 / 100,00   |
| Total                   | Total                   | 19 154 | 100,00 / 100,00 |
| Eleitorado/Participação | Eleitorado/Participação | 30 453 | 62,90 / 100,00  |

| Freguesia        | %     | %     | %     | %     | %     | %    | Votantes |
| Freguesia        | ACS   | MA    | JDS   | MS    | FL    | GP   | Votantes |
| ---------------- | ----- | ----- | ----- | ----- | ----- | ---- | -------- |
| Marinha Grande   | 29,76 | 28,14 | 19,91 | 13,12 | 8,75  | 0,33 | 15 246   |
| Moita            | 26,45 | 26,97 | 16,32 | 19,21 | 10,79 | 0,26 | 779      |
| Vieira de Leiria | 38,77 | 26,55 | 13,44 | 11,83 | 8,85  | 0,56 | 3 129    |
| Marinha Grande   | 31,09 | 27,83 | 18,45 | 13,42 | 8,85  | 0,36 | 19 154   |

### Nazaré
| Candidato               | Candidato               | Votos  | %               |
| ----------------------- | ----------------------- | ------ | --------------- |
|                         | Aníbal Cavaco Silva     | 3 037  | 42,39 / 100,00  |
|                         | Manuel Alegre           | 1 800  | 25,12 / 100,00  |
|                         | Mário Soares            | 1 308  | 18,26 / 100,00  |
|                         | Francisco Louçã         | 513    | 7,16 / 100,00   |
|                         | Jerónimo de Sousa       | 466    | 6,50 / 100,00   |
|                         | Garcia Pereira          | 41     | 0,57 / 100,00   |
| Votos Inválidos         | Votos Inválidos         | 137    | 1,88 / 100,00   |
| Total                   | Total                   | 7 302  | 100,00 / 100,00 |
| Eleitorado/Participação | Eleitorado/Participação | 13 220 | 55,23 / 100,00  |

| Freguesia         | %     | %     | %     | %    | %     | %    | Votantes |
| Freguesia         | ACS   | MA    | MS    | FL   | JDS   | GP   | Votantes |
| ----------------- | ----- | ----- | ----- | ---- | ----- | ---- | -------- |
| Famalicão         | 49,79 | 25,05 | 15,24 | 6,68 | 2,82  | 0,42 | 980      |
| Nazaré            | 41,85 | 23,74 | 21,16 | 7,18 | 5,58  | 0,50 | 4 701    |
| Valado dos Frades | 39,47 | 29,22 | 11,57 | 7,40 | 11,45 | 0,89 | 1 621    |
| Nazaré            | 42,39 | 25,12 | 18,26 | 7,16 | 6,50  | 0,57 | 7 302    |

### Óbidos
| Candidato               | Candidato               | Votos  | %               |
| ----------------------- | ----------------------- | ------ | --------------- |
|                         | Aníbal Cavaco Silva     | 3 138  | 54,74 / 100,00  |
|                         | Manuel Alegre           | 1 233  | 21,51 / 100,00  |
|                         | Mário Soares            | 751    | 13,10 / 100,00  |
|                         | Jerónimo de Sousa       | 322    | 5,62 / 100,00   |
|                         | Francisco Louçã         | 271    | 4,73 / 100,00   |
|                         | Garcia Pereira          | 18     | 0,31 / 100,00   |
| Votos Inválidos         | Votos Inválidos         | 124    | 2,11 / 100,00   |
| Total                   | Total                   | 5 857  | 100,00 / 100,00 |
| Eleitorado/Participação | Eleitorado/Participação | 10 003 | 58,55 / 100,00  |

| Freguesia            | %     | %     | %     | %    | %    | %    | Votantes |
| Freguesia            | ACS   | MA    | MS    | JDS  | FL   | GP   | Votantes |
| -------------------- | ----- | ----- | ----- | ---- | ---- | ---- | -------- |
| A-dos-Negros         | 45,07 | 26,06 | 15,96 | 7,63 | 4,81 | 0,47 | 871      |
| Amoreira             | 58,80 | 24,00 | 11,80 | 2,80 | 2,20 | 0,40 | 510      |
| Gaeiras              | 44,56 | 27,59 | 14,59 | 7,16 | 5,75 | 0,35 | 1 153    |
| Óbidos (Santa Maria) | 52,13 | 21,75 | 14,58 | 6,93 | 4,62 | 0    | 842      |
| Óbidos (São Pedro)   | 55,81 | 19,62 | 12,79 | 4,94 | 5,96 | 0,87 | 697      |
| Olho Marinho         | 52,79 | 22,47 | 12,02 | 7,32 | 5,23 | 0,17 | 598      |
| Sobral da Lagoa      | 58,57 | 21,43 | 10,95 | 3,33 | 5,71 | 0    | 215      |
| Usseira              | 77,08 | 9,13  | 9,74  | 1,62 | 2,23 | 0,20 | 498      |
| Vau                  | 72,94 | 9,96  | 9,31  | 4,76 | 3,03 | 0    | 473      |
| Óbidos               | 54,74 | 21,51 | 13,10 | 5,62 | 4,73 | 0,31 | 5 857    |

### Pedrógão Grande
| Candidato               | Candidato               | Votos | %               |
| ----------------------- | ----------------------- | ----- | --------------- |
|                         | Aníbal Cavaco Silva     | 1 966 | 77,37 / 100,00  |
|                         | Manuel Alegre           | 281   | 11,06 / 100,00  |
|                         | Mário Soares            | 213   | 8,38 / 100,00   |
|                         | Francisco Louçã         | 39    | 1,53 / 100,00   |
|                         | Jerónimo de Sousa       | 35    | 1,38 / 100,00   |
|                         | Garcia Pereira          | 7     | 0,28 / 100,00   |
| Votos Inválidos         | Votos Inválidos         | 58    | 2,24 / 100,00   |
| Total                   | Total                   | 2 599 | 100,00 / 100,00 |
| Eleitorado/Participação | Eleitorado/Participação | 3 977 | 65,35 / 100,00  |

| Freguesia       | %     | %     | %    | %    | %    | %    | Votantes |
| Freguesia       | ACS   | MA    | MS   | FL   | JDS  | GP   | Votantes |
| --------------- | ----- | ----- | ---- | ---- | ---- | ---- | -------- |
| Graça           | 81,51 | 9,16  | 6,64 | 1,44 | 1,26 | 0    | 568      |
| Pedrógão Grande | 75,59 | 11,71 | 9,23 | 1,57 | 1,51 | 0,39 | 1 562    |
| Vila Facaia     | 78,29 | 11,18 | 7,68 | 1,54 | 1,10 | 0,22 | 469      |
| Pedrógão Grande | 77,37 | 11,06 | 8,38 | 1,53 | 1,38 | 0,28 | 2 599    |

### Peniche
| Candidato               | Candidato               | Votos  | %               |
| ----------------------- | ----------------------- | ------ | --------------- |
|                         | Aníbal Cavaco Silva     | 5 880  | 46,96 / 100,00  |
|                         | Manuel Alegre           | 2 823  | 22,54 / 100,00  |
|                         | Mário Soares            | 1 656  | 13,22 / 100,00  |
|                         | Jerónimo de Sousa       | 1 545  | 12,34 / 100,00  |
|                         | Francisco Louçã         | 579    | 4,62 / 100,00   |
|                         | Garcia Pereira          | 39     | 0,31 / 100,00   |
| Votos Inválidos         | Votos Inválidos         | 234    | 1,84 / 100,00   |
| Total                   | Total                   | 12 756 | 100,00 / 100,00 |
| Eleitorado/Participação | Eleitorado/Participação | 22 881 | 55,75 / 100,00  |

| Freguesia           | %     | %     | %     | %     | %    | %    | Votantes |
| Freguesia           | ACS   | MA    | MS    | JDS   | FL   | GP   | Votantes |
| ------------------- | ----- | ----- | ----- | ----- | ---- | ---- | -------- |
| Atouguia da Baleia  | 63,08 | 17,59 | 10,00 | 5,10  | 3,87 | 0,36 | 3 995    |
| Ferrel              | 42,68 | 25,68 | 18,79 | 7,18  | 5,29 | 0,38 | 1 079    |
| Peniche (Ajuda)     | 37,48 | 24,76 | 13,37 | 19,28 | 5,00 | 0,11 | 3 593    |
| Peniche (Conceição) | 38,35 | 27,16 | 15,09 | 13,44 | 5,50 | 0,46 | 2 213    |
| Peniche (São Pedro) | 44,68 | 21,81 | 13,12 | 16,31 | 3,90 | 0,18 | 1 140    |
| Serra d'El-Rei      | 42,12 | 21,06 | 16,32 | 15,48 | 4,32 | 0,70 | 736      |
| Peniche             | 46,96 | 22,54 | 13,22 | 12,34 | 4,62 | 0,31 | 12 756   |

### Pombal
| Candidato               | Candidato               | Votos  | %               |
| ----------------------- | ----------------------- | ------ | --------------- |
|                         | Aníbal Cavaco Silva     | 20 854 | 74,90 / 100,00  |
|                         | Manuel Alegre           | 3 447  | 12,38 / 100,00  |
|                         | Mário Soares            | 2 127  | 7,64 / 100,00   |
|                         | Francisco Louçã         | 841    | 3,02 / 100,00   |
|                         | Jerónimo de Sousa       | 474    | 1,70 / 100,00   |
|                         | Garcia Pereira          | 98     | 0,35 / 100,00   |
| Votos Inválidos         | Votos Inválidos         | 499    | 1,77 / 100,00   |
| Total                   | Total                   | 28 340 | 100,00 / 100,00 |
| Eleitorado/Participação | Eleitorado/Participação | 47 134 | 60,13 / 100,00  |

| Freguesia           | %     | %     | %     | %    | %    | %    | Votantes |
| Freguesia           | ACS   | MA    | MS    | FL   | JDS  | GP   | Votantes |
| ------------------- | ----- | ----- | ----- | ---- | ---- | ---- | -------- |
| Abiul               | 86,86 | 6,20  | 4,20  | 1,46 | 0,97 | 0,30 | 1 697    |
| Albergaria dos Doze | 71,51 | 15,82 | 7,47  | 3,63 | 1,28 | 0,29 | 1 036    |
| Almagreira          | 83,61 | 7,67  | 5,68  | 1,81 | 1,11 | 0,12 | 1 732    |
| Carnide             | 92,25 | 3,58  | 2,49  | 0,99 | 0,50 | 0,20 | 1 015    |
| Carriço             | 74,71 | 11,35 | 8,56  | 2,96 | 1,87 | 0,55 | 1 862    |
| Guia                | 70,60 | 15,33 | 8,76  | 3,65 | 1,53 | 0,13 | 1 538    |
| Ilha                | 89,93 | 4,10  | 2,52  | 2,24 | 0,93 | 0,28 | 1 085    |
| Louriçal            | 73,85 | 13,21 | 7,05  | 3,24 | 2,31 | 0,32 | 2 521    |
| Mata Mourisca       | 85,63 | 7,23  | 3,91  | 1,76 | 0,98 | 0,49 | 1 040    |
| Meirinhas           | 87,57 | 6,11  | 3,90  | 1,16 | 0,95 | 0,32 | 968      |
| Pelariga            | 72,18 | 13,30 | 9,71  | 3,24 | 1,31 | 0,26 | 1 163    |
| Pombal              | 62,79 | 18,79 | 11,21 | 3,91 | 2,81 | 0,48 | 6 972    |
| Redinha             | 68,67 | 16,77 | 9,57  | 3,56 | 1,44 | 0    | 1 205    |
| Santiago de Litém   | 70,37 | 13,88 | 8,95  | 4,74 | 1,61 | 0,45 | 1 140    |
| São Simão de Litém  | 82,09 | 8,22  | 5,29  | 3,27 | 0,79 | 0,34 | 897      |
| Vermoil             | 80,69 | 8,07  | 6,86  | 2,67 | 1,33 | 0,38 | 1 600    |
| Vila Cã             | 79,91 | 10,04 | 5,58  | 3,01 | 0,89 | 0,56 | 908      |
| Pombal              | 74,90 | 12,38 | 7,64  | 3,02 | 1,70 | 0,35 | 28 340   |

### Porto de Mós
| Candidato               | Candidato               | Votos  | %               |
| ----------------------- | ----------------------- | ------ | --------------- |
|                         | Aníbal Cavaco Silva     | 8 612  | 64,70 / 100,00  |
|                         | Manuel Alegre           | 2 148  | 16,14 / 100,00  |
|                         | Mário Soares            | 1 405  | 10,56 / 100,00  |
|                         | Francisco Louçã         | 614    | 4,61 / 100,00   |
|                         | Jerónimo de Sousa       | 486    | 3,65 / 100,00   |
|                         | Garcia Pereira          | 46     | 0,35 / 100,00   |
| Votos Inválidos         | Votos Inválidos         | 342    | 2,50 / 100,00   |
| Total                   | Total                   | 13 653 | 100,00 / 100,00 |
| Eleitorado/Participação | Eleitorado/Participação | 19 958 | 68,41 / 100,00  |

| Freguesia                       | %     | %     | %     | %    | %    | %    | Votantes |
| Freguesia                       | ACS   | MA    | MS    | FL   | JDS  | GP   | Votantes |
| ------------------------------- | ----- | ----- | ----- | ---- | ---- | ---- | -------- |
| Alcaria                         | 82,44 | 9,27  | 2,93  | 1,46 | 2,93 | 0,98 | 208      |
| Alqueidão da Serra              | 57,67 | 18,12 | 14,53 | 4,75 | 4,13 | 0,81 | 1 141    |
| Alvados                         | 87,08 | 5,94  | 2,33  | 2,84 | 1,81 | 0    | 392      |
| Arrimal                         | 87,91 | 5,12  | 3,89  | 1,84 | 1,02 | 0,20 | 503      |
| Calvaria de Cima                | 57,83 | 16,76 | 13,11 | 5,83 | 6,10 | 0,36 | 1 139    |
| Juncal                          | 64,51 | 15,95 | 8,91  | 5,92 | 4,32 | 0,39 | 1 849    |
| Mendiga                         | 69,69 | 13,78 | 11,42 | 2,36 | 2,36 | 0,39 | 526      |
| Mira de Aire                    | 50,55 | 23,66 | 14,51 | 6,15 | 4,81 | 0,32 | 2 221    |
| Pedreiras                       | 69,03 | 15,17 | 9,71  | 3,54 | 2,13 | 0,43 | 1 444    |
| Porto de Mós (São João Batista) | 62,44 | 18,19 | 10,17 | 5,35 | 3,79 | 0,07 | 1 384    |
| Porto de Mós (São Pedro)        | 61,87 | 17,02 | 12,67 | 4,35 | 3,90 | 0,19 | 1 605    |
| São Bento                       | 91,24 | 4,73  | 1,05  | 0,53 | 2,45 | 0    | 575      |
| Serro Ventoso                   | 74,54 | 11,27 | 8,33  | 4,48 | 0,77 | 0,62 | 666      |
| Porto de Mós                    | 64,70 | 16,14 | 10,56 | 4,61 | 3,65 | 0,35 | 13 653   |